# Садовый (Шпаковский район)
Садовый — хутор в Шпаковском муниципальном округе Ставропольского края России.

## География
Хутор расположен в низовье речки Грушевой, рядом с Сенгилеевским водохранилищем, в 18 км от краевого центра и в 28 км от центра округа.
Поблизости от Садового проходит региональная автодорога 07К-053 Ставрополь — Тоннельный — Барсуковская, дублирующая федеральную трассу «Подъезд к городу Ставрополю от М-29 „Кавказ“».
В 3 км восточнее хутора находится государственный природный заказник краевого значения «Приозерный».

## История
По некоторым данным, населённый пункт основан в «30-х годах XX века как поселение казаков». Происхождение названия Садовый связано с большим количеством садовых деревьев в окрестностях хутора.
Хутор Садовый встречается на пятивёрстной карте Кавказа.
С августа 1942 года населённый пункт был оккупирован немецко-фашистскими войсками. Освобождён 22 января 1943 года. К 65-летию Победы над фашистской Германией в Садовом была установлена памятная плита воинам-хуторянам, погибшим в годы Великой Отечественной войны.
В 1960-е годы в Садовом было создано отделение совхоза «Пригородный» — крупного поставщика овощей и фруктов в город Ставрополь. Центральная усадьба хозяйства находилась в селе Татарка.
В 1965 году в хуторе открылась школа (в 2000-х годах — филиал школы № 8 села Сенгилеевское).
На 1 марта 1966 года Садовый числился в составе Татарского сельсовета с центром в селе Татарка:27.
В 1968 году в населённом пункте начало работу отделение связи.
По сведениям 1989 года, в Садовом проживало 570 человек.
После того как в 1990-х годах совхоз обанкротился, в хуторе закрыли почту и клуб. В 2010 году также была закрыта школа. Детям хуторян приходилось ежедневно ездить на занятия в село Сенгилеевское.
В 2010 году население Садового составило 525 человек. На конец года в хуторе насчитывалось 200 домов.
В 2012 году в Садовом появилось новое учебное заведение — начальная школа-детский сад № 22 (с 2017 года — начальная общеобразовательная школа № 22). По данным 2015 года, школа была самой малочисленной в Шпаковском районе — здесь обучались 15 школьников и воспитывались 14 дошкольников.
До 16 марта 2020 года хутор входил в упразднённый Татарский сельсовет.
В 2021 году, по информации администрации округа, число жителей хутора составляло 521 человек.

## Население
| 1989 | 2002 | 2010 | 2013 | 2014 |
| ---- | ---- | ---- | ---- | ---- |
| 570  | ↘566 | ↘525 | →525 | ↘500 |

Национальный состав
По данным переписи 2002 года, 70 % населения — русские.

## Инфраструктура
На территории населённого пункта действуют начальная общеобразовательная школа № 22 и фельдшерско-акушерский пункт.
Улично-дорожная сеть представлена пятью улицами — Луговой, МТФ, Островского, Свободной и Чехова. Основная дорога, по которой можно проехать в хутор, — «Подъезд к х. Садовый от автодороги „Ставрополь — Тоннельный — Барсуковская“» (2 км).
В северо-западной части хутора расположено общественное открытое кладбище.
Водоснабжение населения Садового обеспечивается из родниковых источников.